# Katsuaki Susa
Katsuaki Susa (jap. 須佐 勝明, Susa Katsuaki; * 13. September 1984 in Aizu-Wakamatsu, Präfektur Fukushima) ist ein japanischer Amateurboxer und Olympiateilnehmer von 2012 im Fliegengewicht.

## Boxkarriere
Katsuaki Susa wurde 2005, 2007, 2009 und 2011 Japanischer Meister. Seine größten internationalen Erfolge waren der Gewinn von jeweils einer Bronzemedaille bei den Asienspielen 2006 in Doha und den Asienspielen 2010 in Guangzhou. Bei der Asiatischen Olympiaqualifikation 2012 in Astana erreichte er ebenfalls einen dritten Platz, weshalb er anschließend an den Olympischen Spielen 2012 in London teilnahm. Dort unterlag er jedoch im ersten Duell gegen Robeisy Ramírez aus Kuba (7:19).